# 1954年イタリアグランプリ
1954年イタリアグランプリ (1954 Italian Grand Prix) は、1954年のF1世界選手権第8戦として、1954年9月5日にモンツァ・サーキットで開催された。
レースは80周で行われ、メルセデスのファン・マヌエル・ファンジオがポール・トゥ・ウィンで優勝、フェラーリのマイク・ホーソーンが2位、同じくフェラーリのウンベルト・マグリオーリとホセ・フロイラン・ゴンザレスが車両を共有して3位となった。

## レース概要

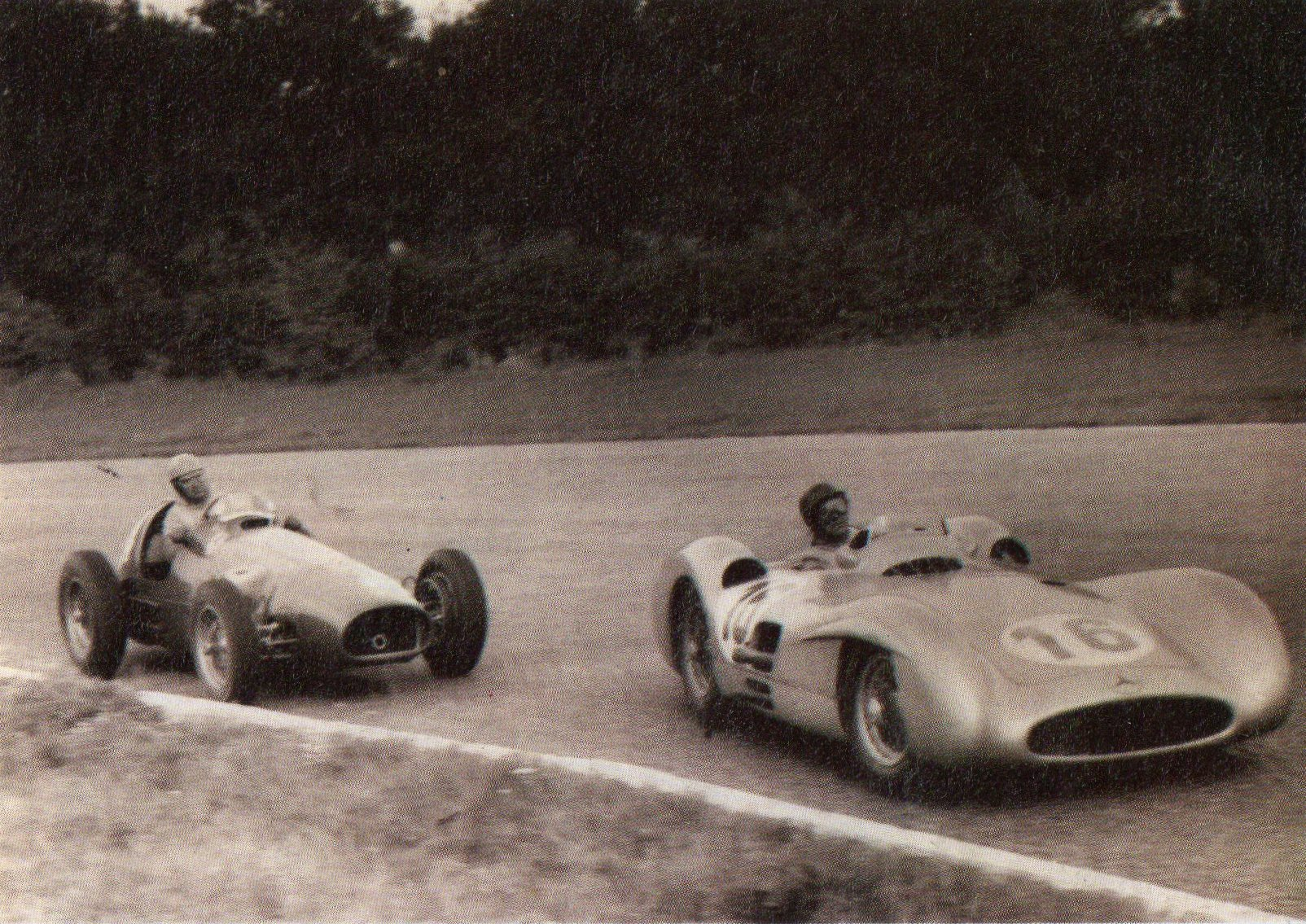
ファン・マヌエル・ファンジオ（メルセデス）がアルベルト・アスカリ（フェラーリ）をリードする

ランチアの新車完成は依然として遅れ、出場機会のなかったアルベルト・アスカリは当レースのみフェラーリのワークス・チームから出場。メルセデスは高速サーキットのモンツァに向けて、ストリームライン仕様のW196をファン・マヌエル・ファンジオとカール・クリングの2人に与え、ハンス・ヘルマンにはオープンホイール仕様のW196が与えられた。
レースは予想通りストリームライン仕様のメルセデス2台がリードしたが、クリングは4周目にスピンを喫して後退する。ここからアスカリ、ファンジオ、ホセ・フロイラン・ゴンザレス、スターリング・モスによるトップ争いが繰り広げられた。ゴンザレスはエンジンブローでリタイアするが、代わってマイク・ホーソーンとルイジ・ヴィッロレージがトップ争いに加わる。ヴィッロレージは一瞬トップに立ったものの、エンジンブローでリタイアとなった。ホーソーンが遅れ、アスカリがエンジンをオーバーレブさせてリタイアすると、モスがファンジオを引き離していく。しかし、残り9周で油圧低下のためピットインを強いられ、ファンジオがトップに立った。モスは22秒遅れの2位でコースへ復帰したが、フィニッシュラインの手前約2kmというところでエンジンが息の根を止めてしまった。当時はフィニッシュしなければ完走扱いと認められなかったため、モスは必死にマシンを押してフィニッシュラインに到達し10位完走となったが、観客の拍手は鳴り止まなかった。優勝したファンジオも「このレースの真の勝者はモスだ」と公言して奮闘を讃えている。そしてメルセデスの首脳陣も、翌年のドライバーとしてモスを迎えることを真剣に考え始めた。

## エントリーリスト
| No.     | ドライバー                   | エントラント                           | コンストラクター | シャシー   | エンジン                   | タイヤ |
| ------- | ---------------------------- | -------------------------------------- | ---------------- | ---------- | -------------------------- | ------ |
| 2       | ジョヴァンニ・デ・リウ       | ジョヴァンニ・デ・リウ                 | マセラティ       | A6GCM      | マセラティ A6 2.0L L6      | P      |
| 6       | ロベール・マンヅォン         | エキュリー・ロジェ                     | フェラーリ       | 625        | フェラーリ Tipo625 2.5L L4 | P      |
| 8       | ホルヘ・ダポンテ             | ホルヘ・ダポンテ                       | マセラティ       | A6GCM      | マセラティ A6 2.0L L6      | P      |
| 10      | ピーター・コリンズ           | GAヴァンダーヴェル                     | ヴァンウォール   | スペシャル | ヴァンウォール 254 2.5L L4 | P      |
| 12      | ハンス・ヘルマン             | ダイムラー・ベンツ                     | メルセデス       | W196       | メルセデス M196 2.5L L8    | C      |
| 14      | カール・クリング             | ダイムラー・ベンツ                     | メルセデス       | W196       | メルセデス M196 2.5L L8    | C      |
| 16      | ファン・マヌエル・ファンジオ | ダイムラー・ベンツ                     | メルセデス       | W196       | メルセデス M196 2.5L L8    | C      |
| 18      | セルジオ・マントヴァーニ     | オフィシーネ・アルフィエリ・マセラティ | マセラティ       | 250F       | マセラティ 250F1 2.5L L6   | P      |
| 20      | ルイジ・ムッソ               | オフィシーネ・アルフィエリ・マセラティ | マセラティ       | A6GCM      | マセラティ A6 2.0L L6      | P      |
| 22      | ルイジ・ヴィッロレージ       | オフィシーネ・アルフィエリ・マセラティ | マセラティ       | 250F       | マセラティ 250F1 2.5L L6   | P      |
| 24      | ロベルト・ミエレス           | オフィシーネ・アルフィエリ・マセラティ | マセラティ       | 250F       | マセラティ 250F1 2.5L L6   | P      |
| 26      | ルイ・ロジェ                 | オフィシーネ・アルフィエリ・マセラティ | マセラティ       | 250F       | マセラティ 250F1 2.5L L6   | P      |
| 28      | スターリング・モス           | スターリング・モス                     | マセラティ       | 250F       | マセラティ 250F1 2.5L L6   | P      |
| 30      | モーリス・トランティニアン   | スクーデリア・フェラーリ               | フェラーリ       | 625        | フェラーリ Tipo625 2.5L L4 | P      |
| 32      | ホセ・フロイラン・ゴンザレス | スクーデリア・フェラーリ               | フェラーリ       | 553        | フェラーリ Tipo554 2.5L L4 | P      |
| 34      | アルベルト・アスカリ         | スクーデリア・フェラーリ               | フェラーリ       | 625        | フェラーリ Tipo625 2.5L L4 | P      |
| 36      | ピエロ・タルッフィ 1         | スクーデリア・フェラーリ               | フェラーリ       | 625        | フェラーリ Tipo625 2.5L L4 | P      |
| 38      | ウンベルト・マグリオーリ     | スクーデリア・フェラーリ               | フェラーリ       | 625        | フェラーリ Tipo625 2.5L L4 | P      |
| 40      | マイク・ホーソーン           | スクーデリア・フェラーリ               | フェラーリ       | 625        | フェラーリ Tipo625 2.5L L4 | P      |
| 42      | フレッド・ワッカー           | エキップ・ゴルディーニ                 | ゴルディーニ     | T16        | ゴルディーニ 23 2.5L L6    | E      |
| 44      | ジャン・ベーラ               | エキップ・ゴルディーニ                 | ゴルディーニ     | T16        | ゴルディーニ 23 2.5L L6    | E      |
| 46      | クレマール・ブッチ           | エキップ・ゴルディーニ                 | ゴルディーニ     | T16        | ゴルディーニ 23 2.5L L6    | E      |
| ソース: |                              |                                        |                  |            |                            |        |

追記
- ^1 - エントリーしたが出場せず

## 結果

### 予選
| 順位    | No. | ドライバー                   | コンストラクター | タイム | 差       |
| ------- | --- | ---------------------------- | ---------------- | ------ | -------- |
| 1       | 16  | ファン・マヌエル・ファンジオ | メルセデス       | 1:59.0 | —        |
| 2       | 34  | アルベルト・アスカリ         | フェラーリ       | 1:59.2 | + 0.2    |
| 3       | 28  | スターリング・モス           | マセラティ       | 1:59.3 | + 0.3    |
| 4       | 14  | カール・クリング             | メルセデス       | 1:59.6 | + 0.6    |
| 5       | 32  | ホセ・フロイラン・ゴンザレス | フェラーリ       | 2:00.0 | + 1.0    |
| 6       | 22  | ルイジ・ヴィッロレージ       | マセラティ       | 2:00.2 | + 1.2    |
| 7       | 40  | マイク・ホーソーン           | フェラーリ       | 2:00.3 | + 1.3    |
| 8       | 12  | ハンス・ヘルマン             | メルセデス       | 2:01.4 | + 2.4    |
| 9       | 18  | セルジオ・マントヴァーニ     | マセラティ       | 2:01.6 | + 2.6    |
| 10      | 24  | ロベルト・ミエレス           | マセラティ       | 2:01.7 | + 2.7    |
| 11      | 30  | モーリス・トランティニアン   | フェラーリ       | 2:02.3 | + 3.3    |
| 12      | 44  | ジャン・ベーラ               | ゴルディーニ     | 2:02.4 | + 3.4    |
| 13      | 38  | ウンベルト・マグリオーリ     | フェラーリ       | 2:03.5 | + 4.5    |
| 14      | 20  | ルイジ・ムッソ               | マセラティ       | 2:03.5 | + 4.5    |
| 15      | 6   | ロベール・マンヅォン         | フェラーリ       | 2:04.7 | + 5.7    |
| 16      | 10  | ピーター・コリンズ           | ヴァンウォール   | 2:05.2 | + 6.2    |
| 17      | 46  | クレマール・ブッチ           | ゴルディーニ     | 2:05.5 | + 6.5    |
| 18      | 42  | フレッド・ワッカー           | ゴルディーニ     | 2:08.0 | + 9.0    |
| 19      | 8   | ホルヘ・ダポンテ             | マセラティ       | 2:09.5 | + 10.5   |
| 20      | 26  | ルイ・ロジェ                 | マセラティ       | 2:11.0 | + 12.0   |
| 21      | 2   | ジョヴァンニ・デ・リウ       | マセラティ       | 3:47.9 | + 1:48.9 |
| ソース: |     |                              |                  |        |          |

### 決勝
| 順位    | No. | ドライバー                                            | コンストラクター | 周回数 | タイム/リタイア原因 | グリッド | ポイント |
| ------- | --- | ----------------------------------------------------- | ---------------- | ------ | ------------------- | -------- | -------- |
| 1       | 16  | ファン・マヌエル・ファンジオ                          | メルセデス       | 80     | 2:47:47.9           | 1        | 8        |
| 2       | 40  | マイク・ホーソーン                                    | フェラーリ       | 79     | +1 Lap              | 7        | 6        |
| 3       | 38  | ウンベルト・マグリオーリ ホセ・フロイラン・ゴンザレス | フェラーリ       | 78     | +2 Laps             | 13       | 2 3      |
| 4       | 12  | ハンス・ヘルマン                                      | メルセデス       | 77     | +3 Laps             | 8        | 3        |
| 5       | 30  | モーリス・トランティニアン                            | フェラーリ       | 75     | +5 Laps             | 11       | 2        |
| 6       | 42  | フレッド・ワッカー                                    | ゴルディーニ     | 75     | +5 Laps             | 18       |          |
| 7       | 10  | ピーター・コリンズ                                    | ヴァンウォール   | 75     | +5 Laps             | 16       |          |
| 8       | 26  | ルイ・ロジェ                                          | マセラティ       | 74     | +6 Laps             | 20       |          |
| 9       | 18  | セルジオ・マントヴァーニ                              | マセラティ       | 74     | +6 Laps             | 9        |          |
| 10      | 28  | スターリング・モス                                    | マセラティ       | 71     | +9 Laps             | 3        |          |
| 11      | 8   | ホルヘ・ダポンテ                                      | マセラティ       | 70     | +10 Laps            | 19       |          |
| Ret     | 34  | アルベルト・アスカリ                                  | フェラーリ       | 48     | エンジン            | 2        |          |
| Ret     | 22  | ルイジ・ヴィッロレージ                                | マセラティ       | 42     | クラッチ            | 6        |          |
| Ret     | 14  | カール・クリング                                      | メルセデス       | 36     | アクシデント        | 4        |          |
| Ret     | 24  | ロベルト・ミエレス                                    | マセラティ       | 34     | サスペンション      | 10       |          |
| Ret     | 20  | ルイジ・ムッソ                                        | マセラティ       | 32     | トランスミッション  | 14       |          |
| Ret     | 32  | ホセ・フロイラン・ゴンザレス                          | フェラーリ       | 16     | ギアボックス        | 5        |          |
| Ret     | 6   | ロベール・マンヅォン                                  | フェラーリ       | 16     | エンジン            | 15       |          |
| Ret     | 46  | クレマール・ブッチ                                    | ゴルディーニ     | 13     | トランスミッション  | 17       |          |
| Ret     | 44  | ジャン・ベーラ                                        | ゴルディーニ     | 2      | エンジン            | 12       |          |
| DNQ     | 2   | ジョヴァンニ・デ・リウ                                | マセラティ       | -      | 予選不通過          | 21       |          |
| ソース: |     |                                                       |                  |        |                     |          |          |

## 注記
- ポールポジション: ファン・マヌエル・ファンジオ – 1:59.0
- ファステストラップ: ホセ・フロイラン・ゴンザレス – 2:00.8
- ラップリーダー:
  - カール・クリング 3周 (Lap 1–3)
  - ファン・マヌエル・ファンジオ 16周 (Lap 4–5, 23, 68–80)
  - アルベルト・アスカリ 41周 (Lap 6–22, 24–44, 46–48)
  - スターリング・モス 20周 (Lap 45, 49–67) (初ラップリーダー)
- 車両共有: 38号車: ウンベルト・マグリオーリ (30周)、ホセ・フロイラン・ゴンザレス (48周)
- 初記録:
  - ウンベルト・マグリオーリ - 初入賞および初表彰台
  - ルイジ・ムッソ - 初スタート（初出走した1953年イタリアグランプリはセルジオ・マントヴァーニから交代したためスタートしていない）
  - ジョヴァンニ・デ・リウ - 初参戦（予選不通過）
- 最終出走: ホルヘ・ダポンテ、フレッド・ワッカー

## 第8戦終了時点でのランキング
ドライバーズ・チャンピオンシップ
|  | 順位 | ドライバー                   | ポイント         |
|  | ---- | ---------------------------- | ---------------- |
|  | 1    | ファン・マヌエル・ファンジオ | 42 (53 1⁄7)      |
|  | 2    | ホセ・フロイラン・ゴンザレス | 25 1⁄7 (26 9⁄14) |
|  | 3    | モーリス・トランティニアン   | 17               |
|  | 4    | マイク・ホーソーン           | 16 9⁄14          |
|  | 5    | カール・クリング             | 10               |

- 注:  トップ5のみ表示。ベスト5戦のみがカウントされる。ポイントは有効ポイント、括弧内は総獲得ポイント。